# Mi-e sete
Mi-e sete (în poster grafiat Mi-e sete!, titlul original: în germană Mich dürstet) este un film dramatic est-german, realizat în 1956 de regizorul Karl Paryla, după o nuvelă din 1946 a scriitorului Walter Gorrisch, „Um Spaniens Freiheit” despre războiul civil spaniol, Gorrisch scriind și scenariul.
Protagoniști filmului sunt actorii Edwin Marian, Isabell Carenato, Harry Hindemith și Maria Wendt.

## Rezumat
Spania 1936. Pablo, fiul unui fermier care luptă pe partea Frontului Popular se întâlnește și se îndrăgostește de Magdalena, o studentă de la medicină din Madrid venită să ajute populația rurală în perioada democratizării. Când ea moare într-un raid aerian german în timp ce apăra satul împotriva trupelor lui Franco, Pablo este plin de ură împotriva germanilor. În lupta comună cu Brigăzile Internaționale își dă seama că mai sunt și alt fel de germani și că inamicul este unul comun.

## Distribuție
- Edwin Marian – Pablo
- Isabell Carenato – Magdalena
- Harry Hindemith – Taga
- Uwe-Jens Pape – Carlos
- Maria Wendt – Pilar
- Curt Paulus – Jacinto
- Gert Beinemann – Pedro Bernardo
- Rolf Ludwig – Cerefino
- Harald Jopt – Lopez
- Charles Hans Vogt – Rodriguez
- Karl Block – Baptiste
- Friedrich Wolf – Gustavo
- Elfriede Florin – Barbara
- Else Korén – Rosita
- Rolf Ripperger – Edgar